# 伊勢フットボールヴィレッジ
伊勢フットボールヴィレッジ（いせフットボールヴィレッジ）は、三重県伊勢市朝熊町にあるサッカーグラウンド。

## 概要
前身は朝熊山麓公園フットボール場。朝熊ヶ岳の北麓にある朝熊山麓公園内にあり、園内にはサッカー関連施設の他にソフトボール場、多目的広場、三重県営サンアリーナ（体育館）が存在する。北側は五十鈴川派川に面しており、園内を伊勢二見鳥羽ラインが横断している。

## 歴史
旧名称は朝熊山麓公園フットボール場。2007年（平成19年）10月、伊勢フットボールヴィレッジの第一段階として、CピッチとDピッチ（人工芝）が最初に整備され、東海・関西地方からの遠征合宿などに使用されていた。2013年（平成25年）には第二段階として、AピッチとBピッチ（人工芝）が整備され、伊勢フットボールヴィレッジ全体の中心施設となるクラブハウスが新設された。3月3日にはクラブハウスの竣工記念試合として、なでしこリーグの伊賀FCくノ一対ジェフユナイテッド市原・千葉レディースの試合が行われた。
クラブハウス脇には岡本太郎によるモニュメント「であい」が設置されている。
第三段階としてEピッチ（天然芝）も整備され、2013年（平成25年）4月1日に伊勢フットボールヴィレッジが全面オープンした。同年には「公共領域のための空間・建築・施設」のひとつとしてグッドデザイン賞を受賞した。

## 設備
| 名称    | 芝     | 夜間照明 | ピッチサイズ | クラブハウス   | 観客席 |
| ------- | ------ | -------- | ------------ | -------------- | ------ |
| Aピッチ | 人工芝 | あり     | 105m×68m     | 地上2階地下1階 | 900席  |
| Bピッチ | 人工芝 | なし     | 105m×68m     | 地上2階地下1階 | なし   |
| Cピッチ | 人工芝 | あり     | 105m×68m     | なし           | なし   |
| Dピッチ | 人工芝 | あり     | 105m×68m     | なし           | なし   |
| Eピッチ | 天然芝 | なし     | 105m×68m     | 地上1階        | なし   |

Aピッチ・Bピッチはロングパイル人工芝であり、メインのクラブハウスを挟んで隣り合っている。隣接して三重県営サンアリーナ（体育館）がある。Cピッチ・Dピッチも人工芝であり、メインのクラブハウスとの間に伊勢二見鳥羽ラインが走っている。Eピッチのみは天然芝であり、隣接してサブクラブハウスがある。

## アクセス
公共交通機関
- 近鉄山田線 伊勢市駅または宇治山田駅または近鉄鳥羽線 五十鈴川駅から三重交通バスで「県営サンアリーナ」下車。

自動車
- 伊勢二見鳥羽ライン 朝熊インターチェンジから約3分。

## ギャラリー

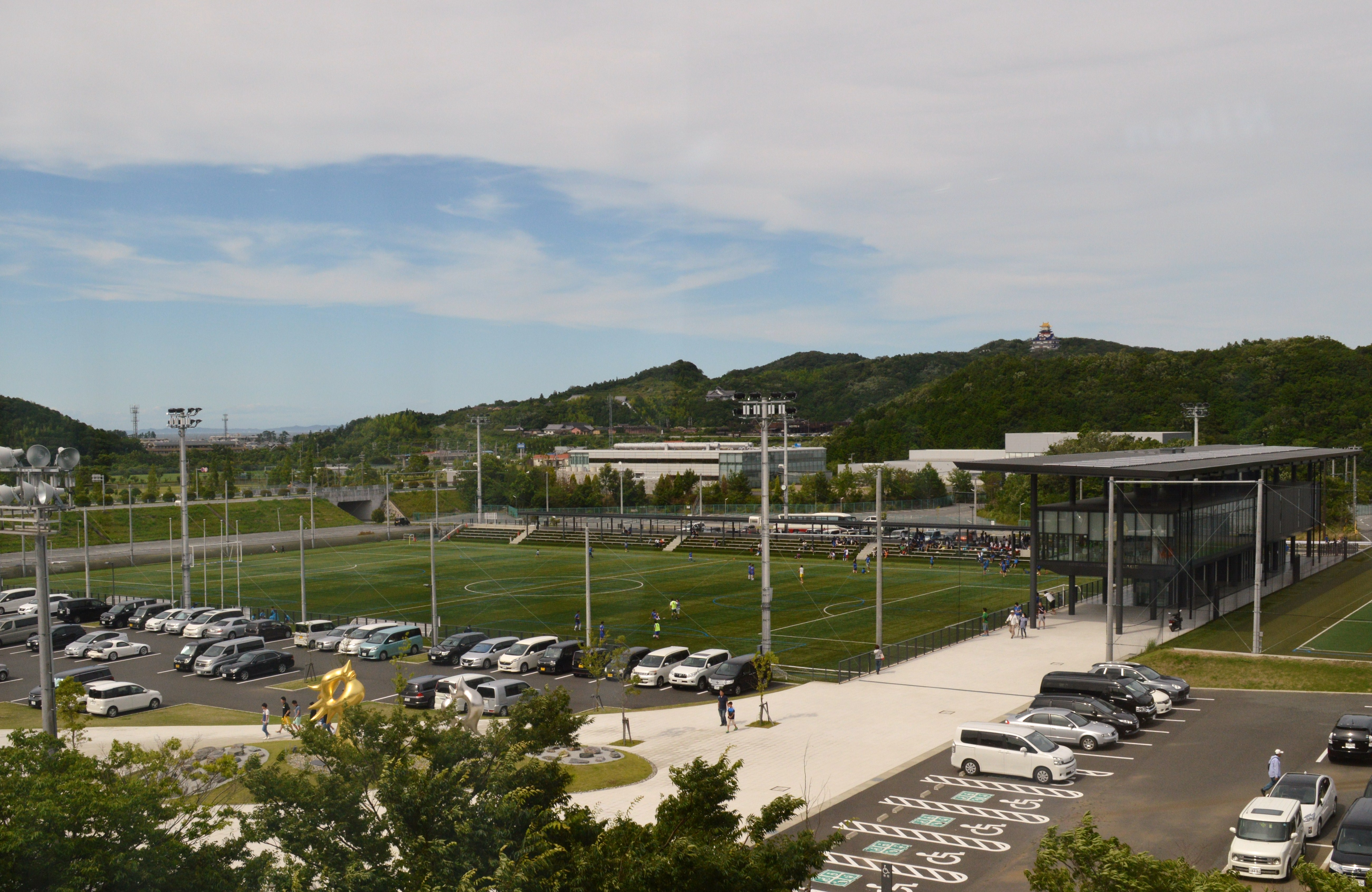
Aピッチ
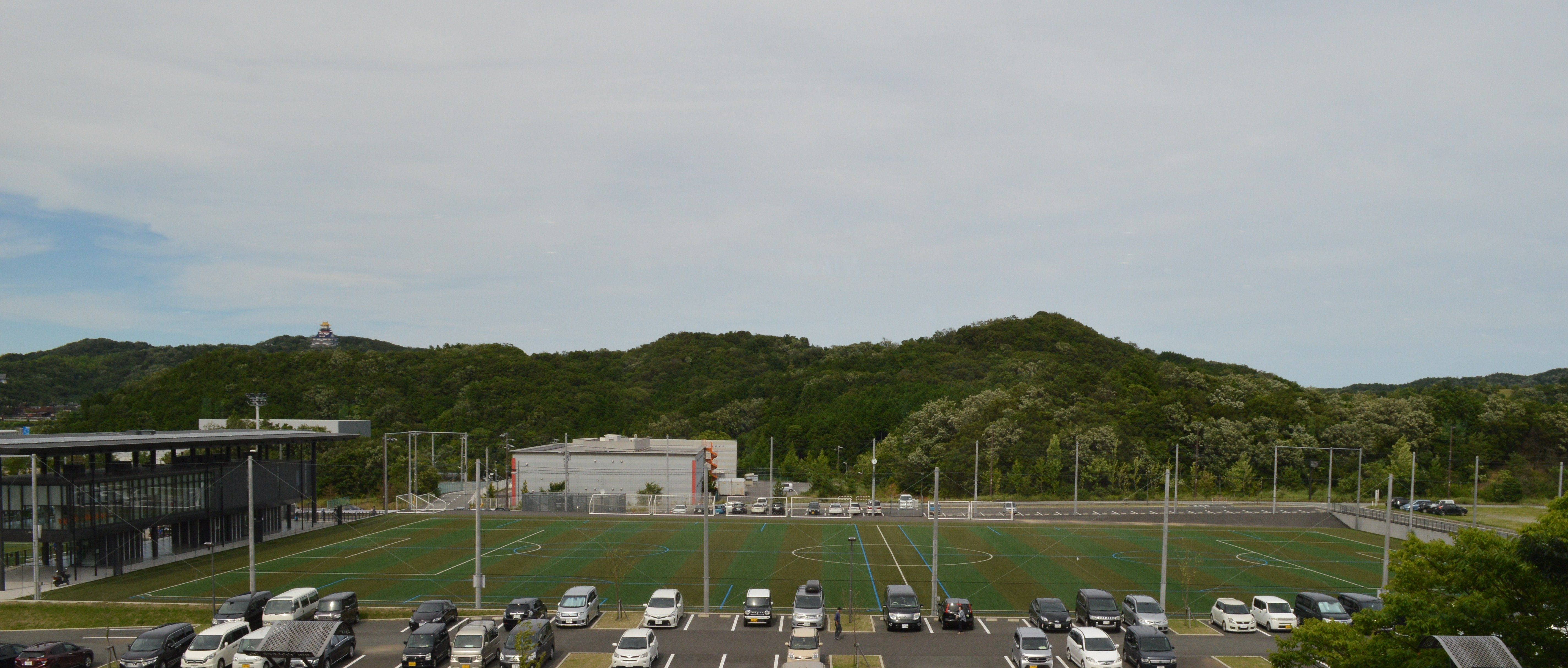
Bピッチ
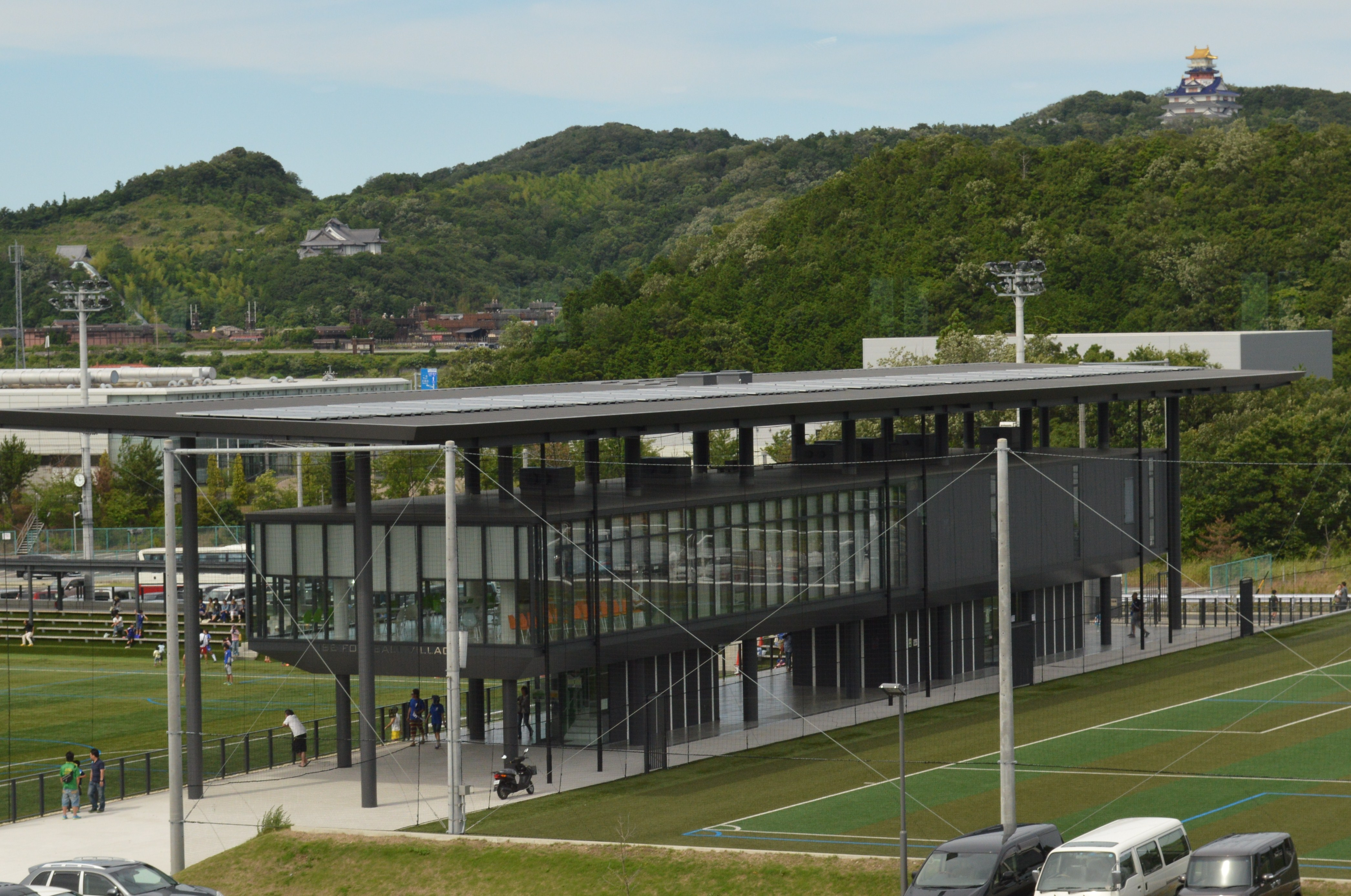
クラブハウス